# 러셀 존슨

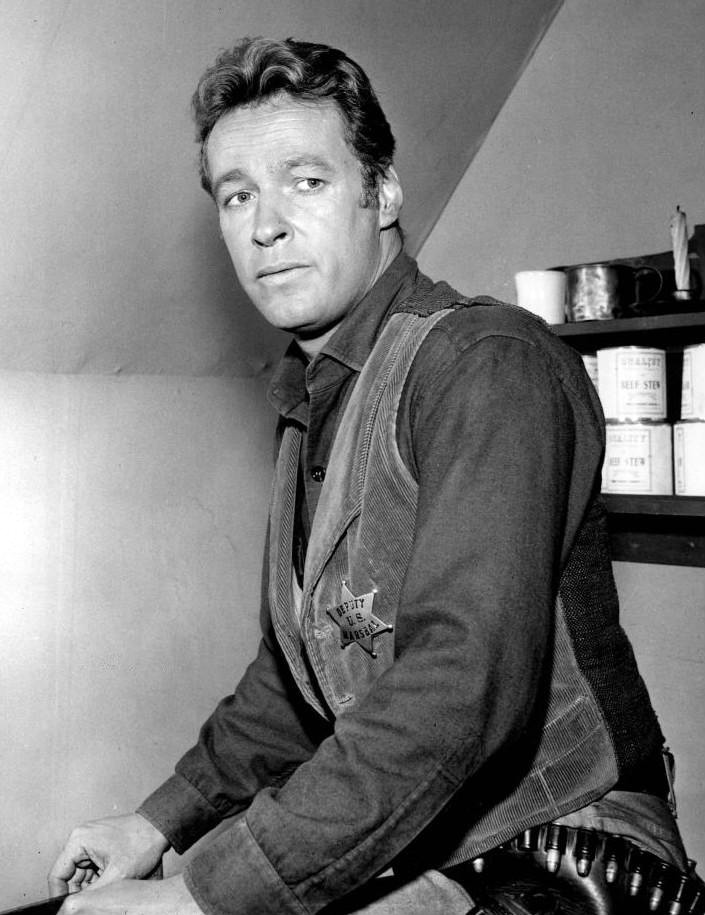

러셀 존슨(Russell Johnson, 1924년 11월 10일 ~ 2014년 1월 16일)는 미국의 배우이다.

## 출연 작품
- 가면 뒤의 미소 (1992년)
- 수사관 스케란 (1977, Nowhere to Hide)
- 맥아더 (1977년)
- 최고의 이야기 (1965년)
- 최후의 총잡이 (1964년)
- 길리건의 섬 (1964년)
- 커리지 오브 블랙 뷰티 (1957년)
- 크랩 몬스터의 공격 (1957년)
- 록 올 나이트 (1957년)
- 황야의 추적 (1954년)
- 우주수폭전 (1954년)
- 사악한 경찰 (1954년)
- 드미트리우스와 검투사들 (1954년)
- 세미놀 (1953년)
- 법과 질서 (1953년)
- 아웃 스페이스 (1953년) - 조지 역
- 오명의 목장 (1952년)

### 텔레비전
- 우리 생애 나날들 (1965년)
- FBI (1965년)
- 딜론 보안관 (1955년)
- 달려라 래시 (1954년)
- 다이너스티 (1981년)